# Дан студената Београдског универзитета
Дан студената Београдског универзитета обележава се 4. априла почев од 1955. године. Установљен је у знак сећања на трагичну смрт Жарка Мариновића који је погинуо током студентских демонстрација на протесту због лоших услова студирања.

## ОДану студената
Током 1930-тих били су чести студентски штрајкови које је организовала комунистичка омладина Југославије. Упориште комунистичког покрета је било на универзитетима и одржавали су се масовни студентски протести. Студент Правног факултета Жарко Мариновић убијен је 4. априла 1936. године када је бранио колегу од напада ножем. Сукоб је изазван због лоших услова студирања. У знак сећања на његову трагичну смрт 4. април је проглашен Даном студената Београдског универзитета почевши од 1955. године.
Студенти представљају покретачку снагу друштва захваљујући свом знању и образовању. Захваљујући овом штрајку повучена је одлука о завођењу полиције на Београдском универзитету сменом ректора Владимира Ћоровића и бирањем новог ректора Драгослава Јовановића.

### Нерадан дан 4. април
Четврти април се слави на Универзитетима у Београду, Новом Саду, Крагујевцу и Новом Пазару. Овај празник је нерадан дан од 2016. године за све студенте и запослене на универзитетима.

## Студентска недеља
Установа Студентски центар Београд организује различите догађаје означене као студентска недеља и претходи Дану студената. Сваке године се на тај дан полаже венац на гроб Жарка Мариновића у Алеји великана на Новом гробљу. Венац полажу студенти и професори. Организују се бројна спортска такмичења у малом фудбалу, стоном тенису, шаху, баскету, пикаду.